# 藤田早希
藤田 早希（ふじた さき、1991年1月19日 - ）は日本のタレント。福岡県出身。イエローキャブ渋谷所属。愛称はさきちょり。

## 略歴・人物
特技
趣味

## 主な活動

### 映画
- 2018年12月 第2回渋谷TANPEN映画祭CLIMAXat佐世保2018-19『おしゃれして行こう！』 - おとちゃん 役
- 2019年11月 『白と黑の同窓会』 - フミ 役
- 2021年2月 第4回渋谷TANPEN映画祭CLIMAXat佐世保2020-21『むしろピンクが素晴らしい』 - 母親 役
- 2022年2月『暗号少女-瀬名奈月の事件簿-#2』 - 小玉典代 役
- 2024年8月 TOKYO青春映画祭ノミネート「好きなマスクは？」U-NEXTにて半年配信

### 舞台
- 2018年8月 『スリーアウト〜プレイボール編〜』 - 保健室の先生澄子 役
- 2018年10月 『あたしをくらえ』team B - ウィルス (ベジタリアン)クレア 役
- 2019年3月 『カーテンコール』 - 清香 役
- 2019年12月 『隣人はクリスマスに笑う2019』 - 佐藤響子 役
- 2020年10月 『PEACE OF CLAN 』〜七星のシンフォニア〜  - 永田絵美 役
- 2023年6月 劇団新劇団 第ハチ公演 『歓楽街の女王リア』 - ミズホ 役

### TV
- 2013年9月 TVQ 『ヴィーナスTV』（ - 2014年3月）までレギュラー出演
- 2014年4月 TNC『ミラクル☆ヴィーナス』  - 2015年9月までレギュラー出演
- 2016年9月 CM (株)アイケンジャパン『アイアイダンス編』
- 2018年9月 EX『MUSIC STATION』もう一度見たいダンス名場面集
- 2018年10月 TNC『親不孝通りのドブ恋』1話  - りな 役
- 2020年3月 AbemaTV 『男女7人波物語-恋愛も競走だ-』

### STILL
- 祐徳薬品工業
- アスカコーポレーション

### EVENT
- 2011年 福岡ソフトバンクホークスオフィシャルダンスチームハニーズ
- 2016年11月 福岡マラソン公式サポーター『effectrunteam』
- 2018年4月 Cinderellaprojectオープニングダンサー
- 2020年3月 ゆきぽよ&SLOTH 『めっかわ♡〜一生ギャル宣言〜』MV
- 2020年3月 デジタル超十代2020 ゆきぽよ&SLOTH バックアップ
- 2020年3月 NAVANA WIG Presents ゆきぽよの“めっかわ♥️” ギャル祭り!by 「ちっぽよTV!」 ゆきぽよ&SLOTH バックアップ
- 2021年11月〜 『初恋村』レギュラー出演
- 2022年4月 中村愛×パーマ大佐『男の勝手な勘違い』MV
- 2022年5月 『初恋タローとコントしちゃらんねin福岡』
- 2022年10月〜 ワロップ放送局『キラキラヒカレ！』 - レギュラー出演
- 2022年11月 『初恋タローとコントしちゃらんねin福岡』
- 2023年5月 パンチラインライブvol.3  - アシスタントMC
- 2024年2月〜 小猿ライブ・肉食ライブ - レギュラーMC
- 2024年9月 パンチラインライブvol.4  - アシスタントMC
- 2024年9月 拳極〜拳で繋ぐ物語〜

### モデル
- 2019年2月 華雅苑『新作着物モデル』
- 2019年3月 美容機器『belulu 公式アンバサダー』就任
- 2020年2月 華雅苑 和装モデル
- 2022年9月〜2023年6月 カメラアプリmeitu - イメージガール

### ラジオ
- レインボータウンFM 『NEW GATE TOKYOとびたて!ニューフェイス』 - メインパーソナリティ
- レインボータウンFM 『Saturday What’s up RADIO』 - メインパーソナリティ
- 2023年3月 FMヨコハマ「ヘンケンLABO」 - ゲスト出演
- 2023年10月 渋谷クロスFM 「catch the dream」 - ゲスト出演
- 2024年11月 Cwave のののんのMoonlight☆wave

### other
- 2022年6月 RAVE☆塾 『かえってきたQUEEN DOM』 - 演出助手
- 2022年9月 RAVE☆塾 『Wteen〜罵詈雑言の剣ヶ峰！背水JKに与えられた問答無用のサプライズ』 - 演出助手
- 2022年11月 RAVE☆塾『南無阿弥ティアラ〜魑魅魍魎の女学園における栄光とおだぶつの狭間で足掻く姫とホトケの奇想曲〜』 - ダンスサポート
- 2022年11月 にっぽんワチャチャ『full my 宴 』 - 振付
- 2023年1月 にっぽんワチャチャ『オタクラブみ』 - 振付